# (35097) 1991 GS5
(35097) 1991 GS5 es un asteroide perteneciente al cinturón de asteroides descubierto el 8 de abril de 1991 por Eric Walter Elst desde el Observatorio de La Silla, Chile.

## Designación y nombre
Designado provisionalmente como 1991 GS5.

## Características orbitales
1991 GS5 está situado a una distancia media del Sol de 2,537 ua, pudiendo alejarse hasta 2,923 ua y acercarse hasta 2,152 ua. Su excentricidad es 0,151 y la inclinación orbital 5,862 grados. Emplea 1476,81 días en completar una órbita alrededor del Sol.

## Características físicas
La magnitud absoluta de 1991 GS5 es 15. 